# 源正清
源 正清（みなもと の まさきよ、承平元年（931年） - 没年不詳）は、平安時代中期の貴族。醍醐天皇の孫で、大宰帥・有明親王の次男。官位は正四位下・摂津守。

## 経歴
円融朝の天禄4年（973年）左近衛中将に任ぜられる。天延2年（974年）円融天皇の中宮・藤原媓子の中宮権亮を兼ねると、貞元2年（977年）には蔵人頭に任ぜられるが、永観2年（984年）円融天皇の譲位に伴って蔵人頭を辞任する。
寛和2年（986年）一条天皇の即位に伴って、居貞親王（のち三条天皇）が春宮に立てられると春宮亮を兼ねる。永祚2年（990年）17年に亘って務めた左近衛中将を解かれ、摂津守に転じた。

## 官歴
- 天禄4年（973年） 3月20日?：左近衛中将[2]
- 時期不詳：従四位上
- 天延2年（974年） 4月10日：兼中宮権亮（中宮・藤原媓子）[2]
- 貞元2年（977年） 4月24日：蔵人頭[3]
- 天元2年（979年） 6月3日：止中宮権亮（崩御）[2]
- 天元5年（982年） 正月14日：見正四位下[2]
- 永観2年（984年） 8月27日：去蔵人頭（譲位）[3]
- 寛和2年（986年） 7月16日：兼春宮亮（春宮・居貞親王）
- 永祚2年（990年） 7月28日：摂津守、春宮亮如元[4]

## 系譜
『尊卑分脈』による。
- 父：有明親王
- 母：藤原暁子（藤原仲平の娘）
- 生母不詳の子女
  - 男子：源清高